# Castastygne tristicolor
Castastygne tristicolor är en fjärilsart som beskrevs av M.Gaede 1928. Castastygne tristicolor ingår i släktet Castastygne och familjen tandspinnare. Inga underarter finns listade i Catalogue of Life.